# Cixi (miasto)
Cixi (chiń. upr. 慈渓; pinyin Cíxī) – miasto na prawach powiatu we wschodnich Chinach, w prowincji Zhejiang, w prefekturze miejskiej Ningbo nad Zatoką Hangzhou.